# Agrilus pilosovittatus
Agrilus pilosovittatus är en skalbaggsart som beskrevs av Saunders 1873. Agrilus pilosovittatus ingår i släktet Agrilus och familjen praktbaggar. Inga underarter finns listade i Catalogue of Life.